# Ray Roberts
Richard Ray Roberts Jr. (Asheville, 3 giugno 1969) è un ex giocatore di football americano statunitense che ha giocato nel ruolo di offensive tackle nella National Football League (NFL). Fu scelto nel corso del primo giro (10º assoluto) del Draft NFL 1992 dai Seattle Seahawks. Al college giocò a football all'Università della Virginia.

## Carriera professionistica
Roberts fu scelto dai Seattle Seahawks come decimo assoluto del Draft 1992. Nella sua stagione da rookie disputò come titolare tutte le 16 gare della stagione regolare, impresa ripetuta anche l'anno successivo. Nel 1996 passò ai Detroit Lions con cui, in 5 stagioni, disputò 70 partite, tutte come titolare. Si ritirò dopo la stagione 2000.